# L'Équipée malaise
L'Équipée malaise est un roman de Jean Echenoz paru en janvier 1987 aux Éditions de Minuit.

## Écriture du roman
L'Équipée malaise est le troisième roman publié par son auteur ; il fait suite au succès critique et à la reconnaissance sur la scène littéraire obtenus par Jean Echenoz avec son précédent roman, Cherokee, qui a reçu le prix Médicis en 1983. Après deux ans d'écriture, Echenoz – qui se consacre désormais pratiquement à plein temps à sa carrière d'écrivain – apporte son manuscrit à Jérôme Lindon, son éditeur, sous le titre L'Usage des armes. Enthousiaste pour le roman mais peu convaincu par ce choix du titre, ce dernier l'incite à le changer, lui soumet l'idée de La Vie malaise qui ne rencontre pas totalement l'approbation de Jean Echenoz en raison d'un certain nombre de romans titrés « La vie de... » dans le sillage de La Vie mode d'emploi de Georges Perec paru dix ans plus tôt. Décidés à garder la composante polysémique du mot « malaise » Jean Echenoz et Jérôme Lindon, sur la suggestion d'Irène Lindon qui propose « Équipée », tombent finalement d'accord sur le titre définitif de L'Équipée malaise.

## Résumé
Deux amis, Charles Pontiac et Jean-François « Jeff » Pons, ont pris des chemins différents après que la femme qu'ils aimaient tous les deux, Nicole, a décidé d'épouser un troisième homme dont elle a une fille, Justine, et devient très vite veuve. Depuis près de vingt-cinq ans Charles s'est peu à peu et volontairement marginalisé, vivant tel un sans-domicile-fixe dans les rues de Paris, tout en prenant soin de lui et maintenant des contacts occasionnels avec sa vie d'autrefois. Jeff quant à lui est parti en Asie, tant pour trouver l'oubli que repartir de zéro, finissant comme administrateur d'une plantation d'hévéas en Malaisie, aimé de son personnel et petit-chef heureux en son « duché » tropical. Cependant, les nouveaux propriétaires de l'exploitation viennent perturber l'univers que Jeff s'est patiemment créé. Afin de retrouver le contrôle et son statut, il organise d'une part une rébellion au sein des ouvriers, auxquels il fait découvrir les principes du syndicalisme, et d'autre part décide de monter un coup de force. À cette fin, il retourne en France pour acheter des armes et reprendre contact avec d'anciennes connaissances — notamment son neveu Paul qui vit de ce trafic non sans avoir quelques petits problèmes avec un trio de malfrats belges — pour organiser la logistique de son action.
Embarquant en fraude des armes sur Le Boustrophédon du capitaine Illinois, Jeff, Paul et son ami Bob — ainsi que Charles en passager clandestin — font le voyage depuis Le Havre vers le détroit de Malacca, non sans essuyer une forte tempête ainsi qu'une tentative de mutinerie menée par une partie, branquignolle, de l'équipage. Débarquant dans le Johor, les quatre hommes organisent la mise en œuvre de la rébellion avec l'aide des frères Aw, les chefs syndicalistes de la plantation. Bien que le coup de force se déroule sans accroc et sans violence, son impréparation et la désinvolture du plan, notamment en ce qui concerne les conséquences, entrainent un fiasco complet après l'intervention de l'armée malaisienne avertie de l'action. Jeff et Charles réussissent à fuir et regagnent la France, penauds et démunis, sur Le Boustrophédon ; Paul et Bob sont rapidement expulsés. À leur retour, ils apprennent l'enlèvement de Justine par le trio belge cherchant, par ce moyen, à se venger de Paul qui fréquente la jeune femme. Ce dernier, suivi, est à son tour enlevé. Grâce aux contacts et informations de Charles, ils localisent le lieu de séquestration et organisent un coup de main pour les libérer.

## Accueil critique
À sa publication, L'Équipée malaise reçoit un accueil très enthousiaste de la critique littéraire qui met en avant principalement la maîtrise du style et des techniques d'écriture ainsi que la gourmandise des mots de son auteur comme l'a souligné François Nourissier dans Le Figaro. Pierre Lepape dans Le Monde considère que Jean Echenoz propose avec ce livre « l'une des entreprises littéraires les plus originales et les plus fécondes du roman français d'aujourd'hui : la subversion du roman par déstabilisation douce » mettant en avant les « décalages » et le « constant brouillage » provoquant un « intense plaisir [de lecture] ». Marianne Alphant, de Libération, souligne quant à elle que le talent d'Echenoz est de réussir au sein de son « bric-à-brac » d'éléments divers et improbables (personnages et situations) à les relier les uns aux autres par un « fil invisible et ce n'est pas la moindre source de fascination [...] dans un jeu qui doit être sans fin ». Enfin pour Télérama, Michèle Gazier conclut qu'« au commencement de L'Équipée malaise deux hommes aimaient une femme. À la fin, deux hommes aiment toujours une femme. Entre les deux, tout est, absolument, merveilleusement, littérature ».
Diverses études universitaires ont souligné depuis la publication du roman en 1987, l'importance des techniques cinématographiques (transposition d'images et de mouvements de caméra, son, voire montage) dans l'écriture échenozienne et en particulier dans L'Équipée malaise qui tient ici du film d'aventures à l'image de la série des Indiana Jones ou des Trois Lanciers du Bengale,.

## Éditions
- Les Éditions de Minuit, 1987 (rééd. 1992, 1999, 2006[8]),  (ISBN 9782707311115).
- Les Éditions de Minuit, coll. « Double » no 13, Les Éditions de Minuit, 1999,  (ISBN 9782707316875).